# Kristin Kuuba
Kristin Kuuba (* 15. Februar 1997 in Tartu) ist eine estnische Badmintonspielerin. 

## Karriere
Kristin Kuuba wurde 2013 erstmals nationale Meisterin in Estland. Ein weiterer Titelgewinn folgten 2014. 2014 nahm sie auch an den Olympischen Jugend-Sommerspielen und den Badminton-Mannschaftseuropameisterschaften teil. 2013 gewann sie die Riga International, ein Jahr später wurde sie bei den Lithuanian International 2014 Zweite im Damendoppel, sowie Dritte im Dameneinzel. 2021 gewann sie die Dutch Open. 2023 konnte sie die Estnische Meisterschaft erneut für sich entscheiden und gewann das Denmark Masters.
Auch im Jahre 2025 gewann sie die Landesmeisterschaft.